# Wellesley (Kanada)
Wellesley – gmina (ang. township) w Kanadzie, w prowincji Ontario, w regionie Waterloo.
Powierzchnia Wellesley to 277,85 km².
Według danych spisu powszechnego z roku 2001 Wellesley liczy 9365 mieszkańców (33,71 os./km²).